# Wolfisheim
Wolfisheim je občina v departmaju Bas-Rhin francoske regije Alzacija.
Leta 2010 je v občini živelo 3.955 oseb oz. 710 oseb/km².